# Rhodoveronaea everniae
Rhodoveronaea everniae is een korstmosparasiet en behoort tot de orde Phyllachorales. Het komt voor op het eikenmos (Evernia prunastri). 

## Verspreiding
In Nederland komt het zeer zeldzaam voor.